# Chrám svatého Valentina (Most)
Chrám svatého Valentina byl pravoslavný kostel v Mostě zasvěcený svatému Valentinovi. Kostel byl zničen silným větrem 29. října 2017.

## Stavba
Dřevěný kostel ve stylu tzv. transylvánské gotiky byl postaven v roce 2010 jako památka na rumunské občany, kteří zahynuli v Československu v období druhé světové války. Dřevěné součásti kostela byly vyhotoveny již v Rumunsku v obci Bârsana v župě Maramureš v Sedmihradsku a poté převezeny do Mostu, kde byla stavba zkompletována. Kostel se nacházel na místě bývalého města Most, zbořeného ve 2. polovině 20. století kvůli těžbě hnědého uhlí, nedaleko přesunutého kostela Nanebevzetí Panny Marie.
Na stavbu bylo použito dubové, smrkové a jedlové dřevo. Kromě šindelové střechy byl kostel postaven tradiční metodou bez použití hřebíků. Součástí jižního průčelí byla 23 m vysoká věž.
Kostel byl vysvěcen dne 9. října 2011 za přítomnosti rumunské velvyslankyně Daniely Gitmanové, zástupců pravoslavné církve, bukurešťského arcibiskupa, patriarchy Daniela a pražského arcibiskupa vladyky Kryštofa a mosteckého primátora Vlastimila Vozky. Součástí areálu byla letní modlitebna a monastýr.

## Zničení kostela
Kostel byl zničen během vichřice dne 29. října 2017, aniž by kdy sloužil věřícím, neboť nebyl zkolaudován. Pravoslavná církev následně rozhodla, že se zničený kostel obnovovat nebude.

## Galerie

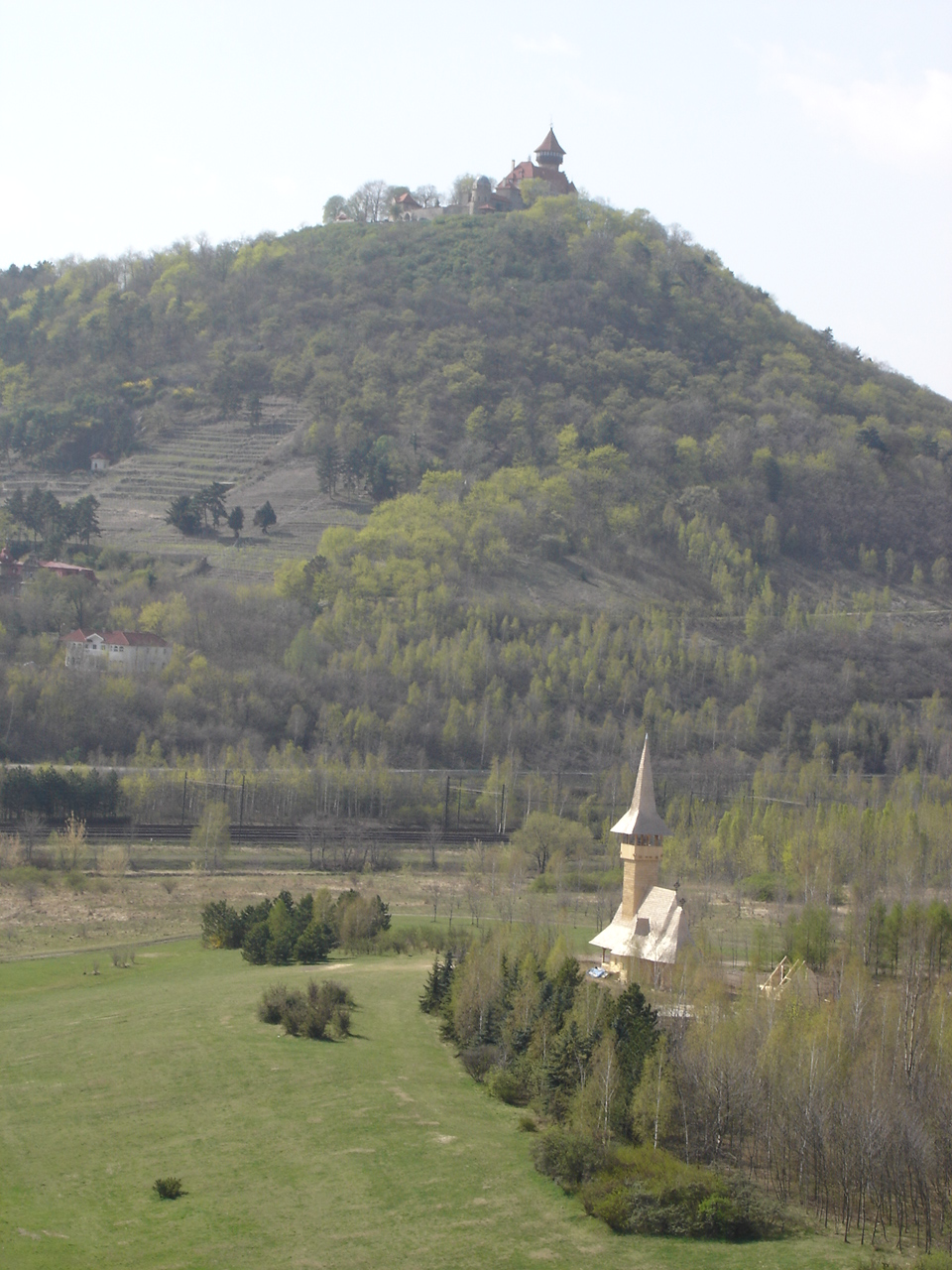
Pohled z věže kostela Nanebevzetí Panny Marie v Mostě na Hněvín a kostel svatého Valentina (vpravo dole)
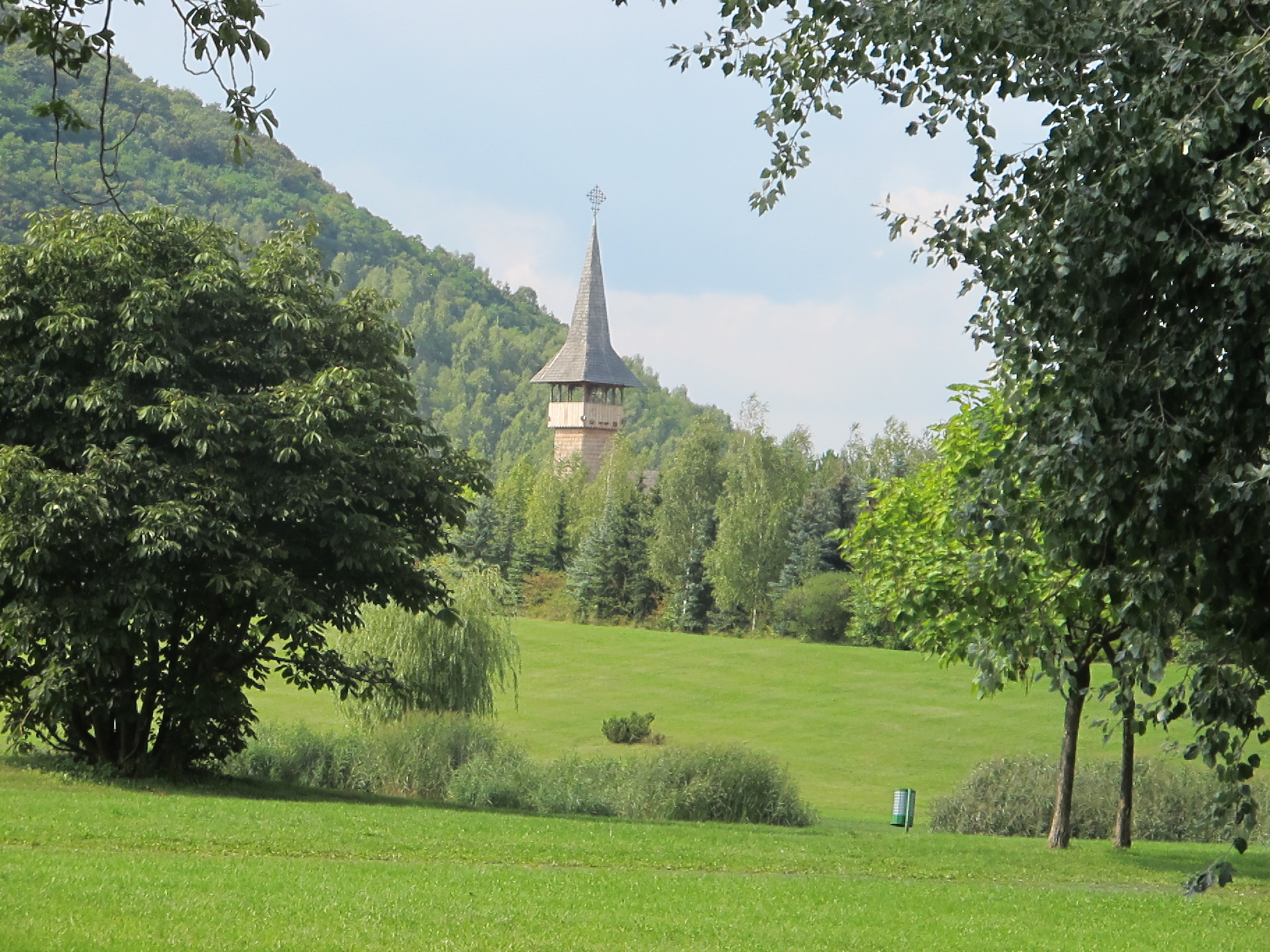
Věž kostela sv. Valentina v Mostě
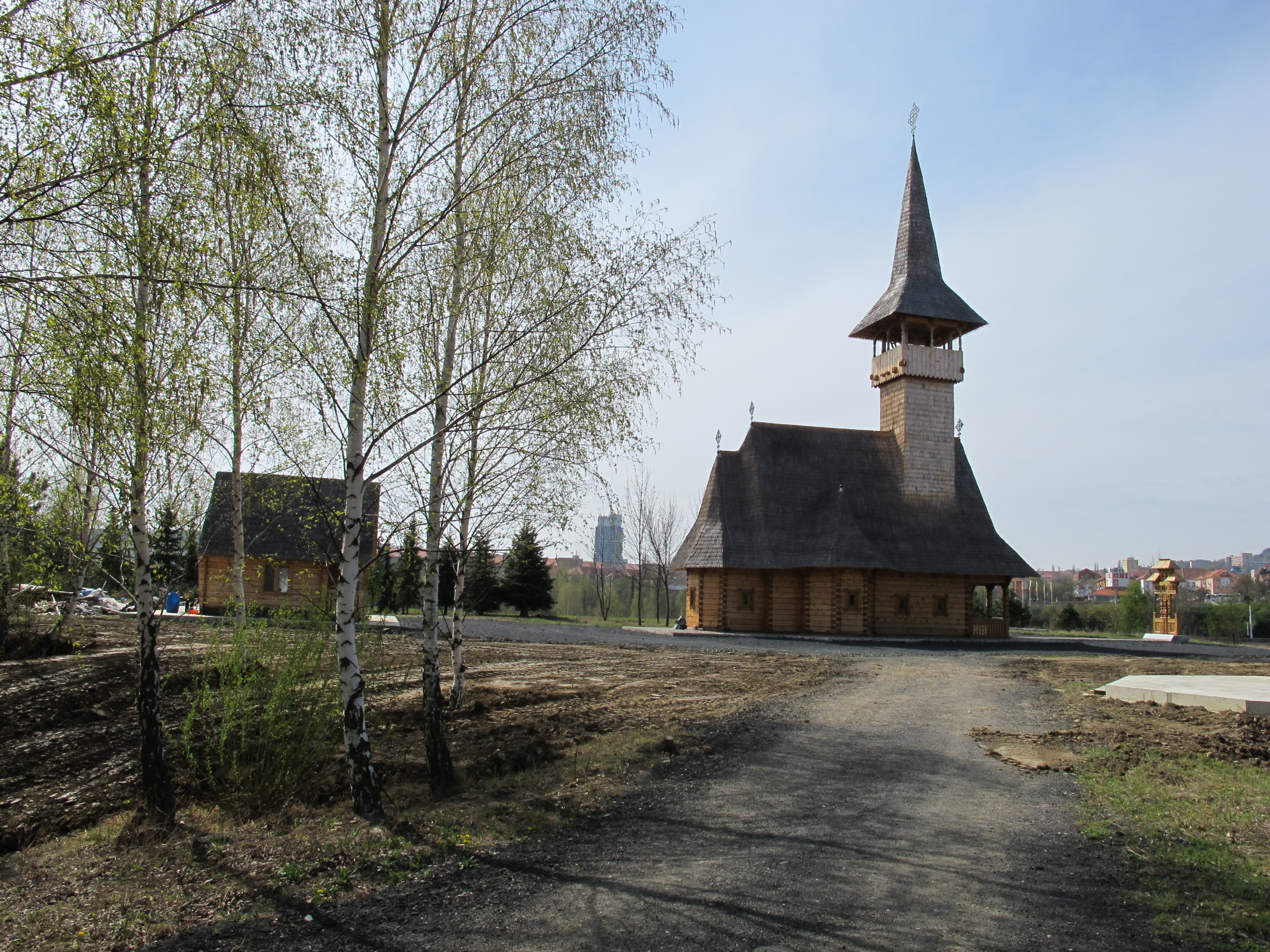
Kostel svatého Valentina v Mostě
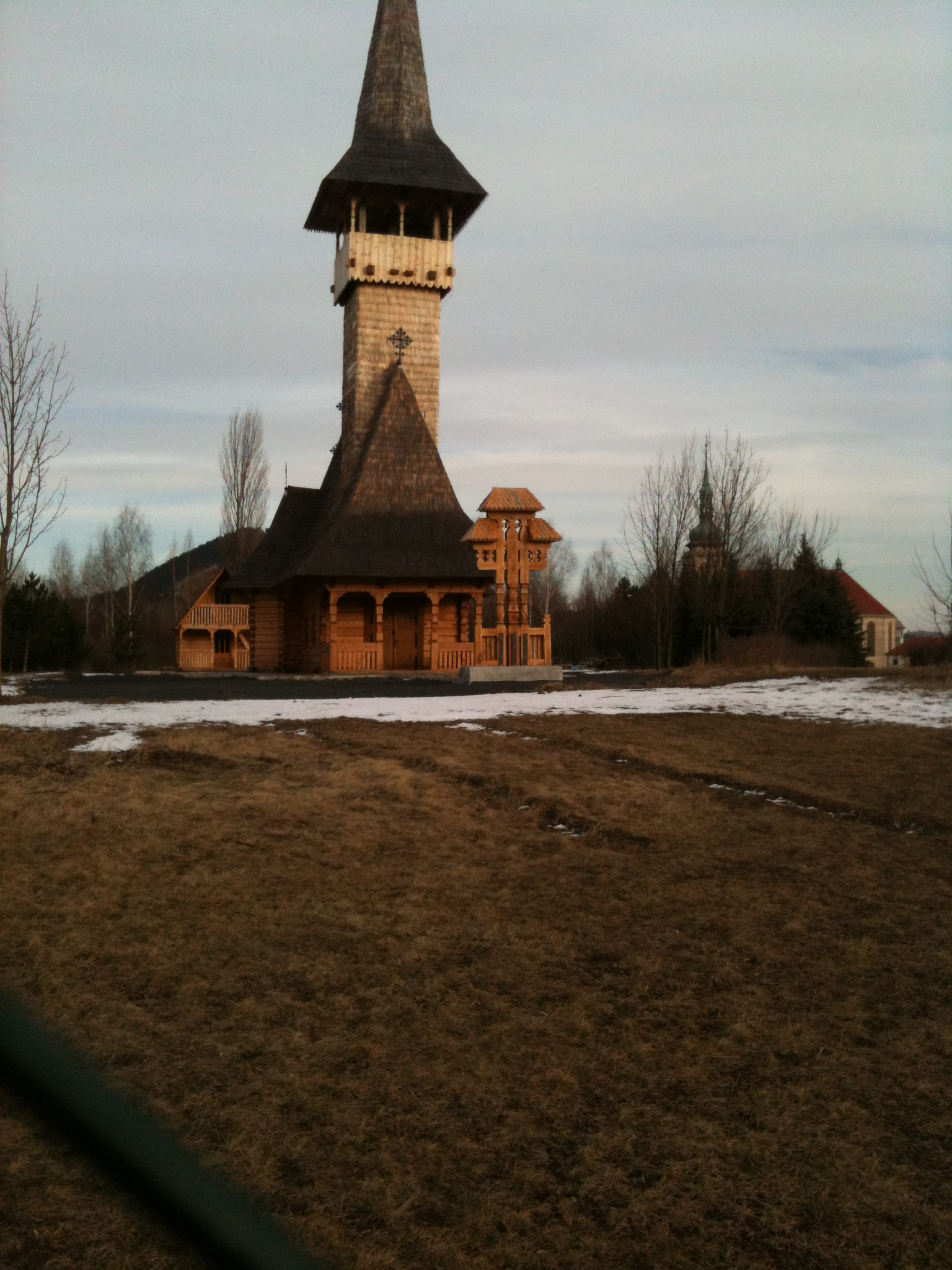
Chrám svatého Valentina v Mostě zblízka
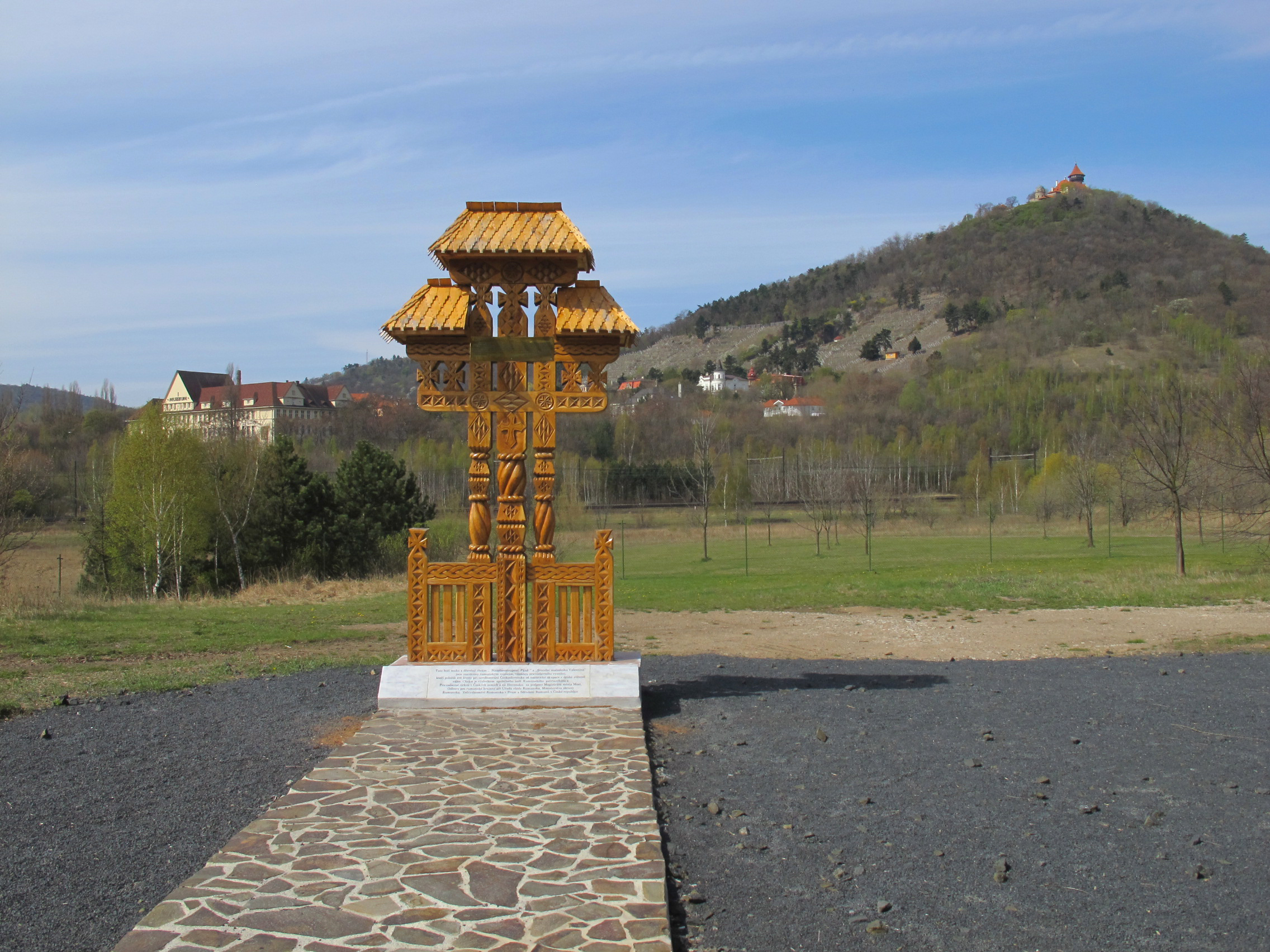
Boží muka u kostela